# Nicolae Bunea
Nicolae Bunea (n. 21 decembrie 1963, Bălți) este un antrenor de fotbal și fost fotbalist din Republica Moldova. Ultima dată a activat la clubul Zaria Bălți din Divizia Națională, în calitate de antrenor principal, până în octombrie 2014.
Deține Licență PRO UEFA de antrenor.

## Palmares

### Antrenor
Olimpia Bălți
- Divizia Națională

Locul 3: 2009–10
- Cupa Moldovei

Finalist: 2010–11
Semifinalist: 2009–10
Nistru Otaci
- Divizia Națională

Locul 3: 2007–08
- Cupa Moldovei

Finalist: 2005–06